# Damjan Stojanovski
Damjan Stojanovski, (en macédonien : Дамјан Стојановски), né le 9 décembre 1987, à Skopje, en Macédoine, est un joueur macédonien de basket-ball. Il évolue au poste d'arrière. Il est le frère du basketteur Vojdan Stojanovski. 